# Homi K. Bhabha

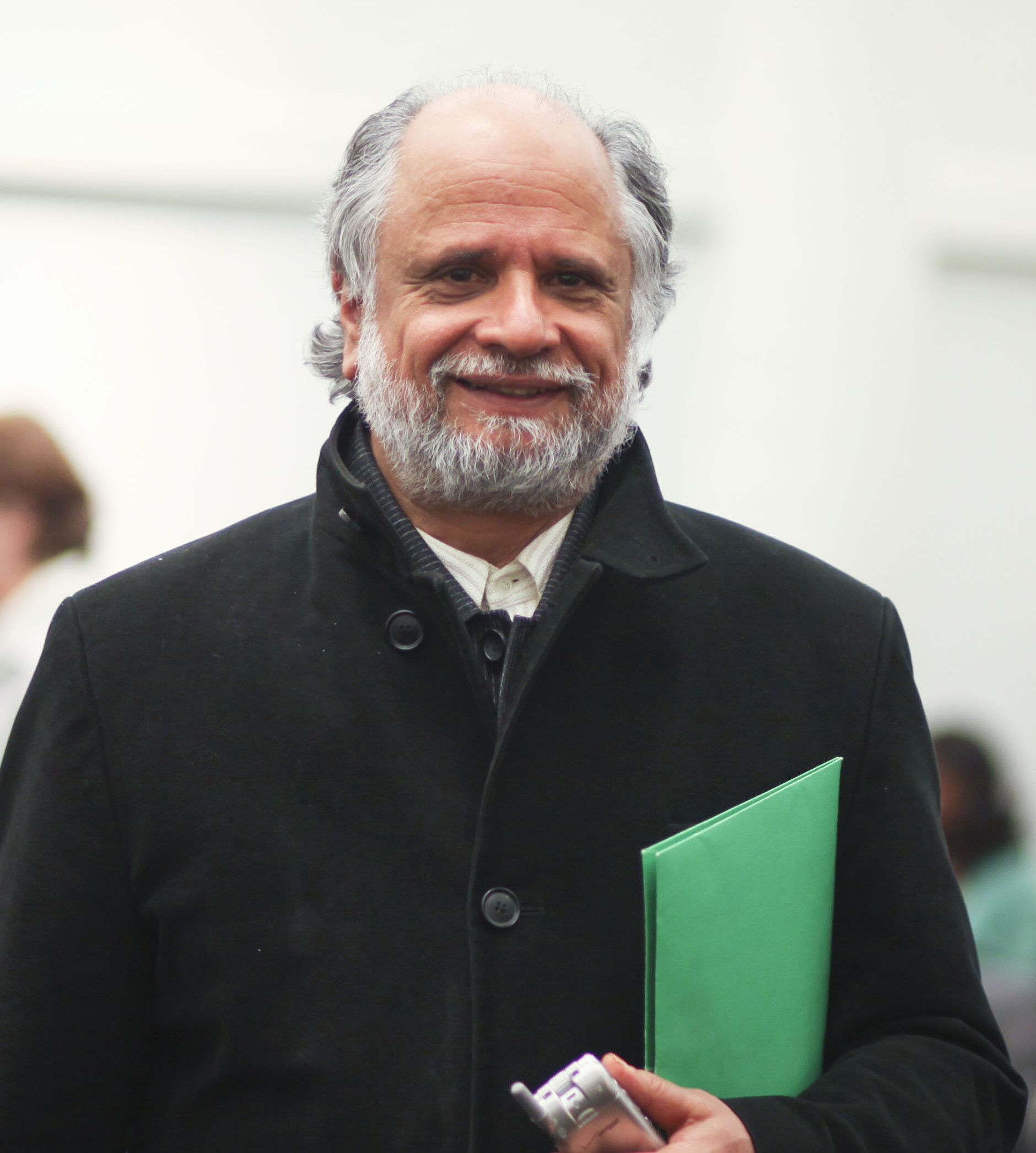
Homi K. Bhabha (2013)

Homi K. Bhabha (* 6. Mai 1949 in Mumbai) ist ein indischer Theoretiker des Postkolonialismus parsischer Abstammung.

## Leben
Seine Schulbildung absolvierte Bhabha, der aus einer wohlhabenden Familie  stammt, an der renommierten Cathedral and John Connon School in Bombay und wechselte im Alter von 15 Jahren an das Elphinstone College, nachdem er die Senior Cambridge Examination mit Auszeichnung bestanden hatte.
Er studierte an der Universität Bombay, schloss dort sei Studium 1970 mit dem Bachelor oft Arts ab und erwarb nacheinander die Titel des MPhil., M.A., D.Phil an der Christ Church College der University of Oxford. Später lehrte er an der Harvard University. Bis 2024 war er dort Anne F. Rothenberg Professor of the Humanities.
2012 wurde Homi K. Bhabha mit dem indischen Staatsorden Padma Bhushan ausgezeichnet. Im selben Jahr wurde ihm die Ehrendoktorwürde der Freien Universität Berlin zuteil. Seit 2015 gehört Bhabha dem Leibniz-Zentrum für Literatur- und Kulturforschung Berlin als Honorary Member an. 2020 wurde er als Auswärtiges Mitglied in die British Academy gewählt.

## Lehre

### Grundsätzliches
Homi Bhabha knüpft im Bereich der Cultural Studies kritisch an die Marx-Interpretation Althussers sowie an Gramscis Konzept kultureller Hegemonie mit der Kategorie des Subalternen für die gesellschaftlich marginalisierten und ausgegrenzten Gruppen an. Seine Theorie der kolonialen Erfahrung basiert auf der an Lacan orientierten Psychoanalyse und den sprach- bzw. diskursanalytischen Verfahren von Foucault und Derrida, wobei der von Derrida entwickelte Begriff der Dekonstruktion von zentraler Bedeutung für fast alle postkolonialen Theoretiker ist. Die rassismustheoretischen und revolutionstheoretischen Werke Frantz Fanons wie Schwarze Haut, weiße Masken bilden hierbei eine zentrale Grundlage.
In jüngerer Zeit prägte Bhabha vor allem den Begriff des dritten Orts bzw. des intermediären Raumes neu: Er sieht ihn als einen unerkannten Denkraum – oder auch als Nicht-Ort – zwischen dem transitorischen (vorübergehenden) Ort des subjektiven Heims und jenem des historischen Ortes.

### Kritik am traditionellen Kulturverständnis
Bhabha kritisiert das traditionelle Kulturverständnis der Gegenwart. Kulturen werden dort als Träger von stabilen Werten, Normen, Riten und Praktiken verstanden. Das traditionelle Kulturverständnis geht außerdem davon aus, dass Kulturen in sich geschlossen, homogen und zeitlich stabil sind. Zudem glaubt das traditionelle Kulturverständnis, unterschiedliche Kulturen klar voneinander abgrenzen zu können und einzelne Kulturen eindeutig benennen zu können. Das traditionelle Kulturverständnis geht zusätzlich davon aus, dass Kulturen wirklich existieren und somit real existierende und stabile Entitäten sind. In der Wissenschaft wird eine solche Kulturvorstellung Kulturessentialismus genannt. Bhabha kritisiert vehement das eben skizzierte traditionelle Kulturverständnis und argumentiert in seinen Werken, dass das Konzept der Kultur umgedacht werden sollte.

### Bhabhas Kulturverständnis: kulturelle Differenz und kulturelle Hybridität
Bhabha lehnt kulturessentialistische Vorstellungen ab. Kulturen sind für Bhabha keine stabilen, geschlossenen, reinen Entitäten. Sie zeichnen sich vielmehr durch ihren stetigen Wandel und ihre Unterschiede aus. Ein Hauptmerkmal von Kultur sind die ununterbrochenen Diskussionen, Debatten und Diskurse, die in einer Gesellschaft stattfinden. Sowohl im öffentlichen als auch im privaten Bereich sind Debatten und Diskurse an der Tagesordnung jeder menschlichen Gemeinschaft. Kultur ist laut Bhabha kein stillschweigender Konsens, der von der Mehrheit blind abgenickt werde und über Jahrhunderte stabil bleibe. In Kulturen wird ständig diskutiert und um soziale Wirklichkeiten gestritten. Dadurch entstehen permanent neue Bedeutungen, Interpretationen, Unterschiede und neuer Sinn. Dieses ununterbrochene Hervorbringen von neuen Bedeutungen und Inhalten nennt Bhabha kulturelle Differenz. Im Gegensatz zur vorgefundenen kulturellen Diversität entsteht kulturelle Differenz aus dem Zusammentreffen zweier oder mehrerer Kulturen, und zwar als Konstrukt eines Diskurses in einem „Dritten Raum“, in welchem sich die Kulturen ausdrücken (enunciation of culture), indem sie ihre Unterschiede bzw. Veränderungen entdecken, reflektieren und sich mit sich selbst identifizieren – im Unterschied zur reinen Feststellung bestehender kultureller Diversität.

### Dritter Raum
Unter dem Dritten Raum versteht Bhabha einen Austragungsort und die Möglichkeit, kulturelle Differenz hervorzubringen. Der Dritte Raum ist kein physisch real existierender Raum. Es gibt nicht nur einen Dritten Raum, sondern unzählige. Ein Dritter Raum kann sich überall dort auftun, wo Menschen mit unterschiedlichstem Wissen oder aus unterschiedlichen Kulturen zusammentreffen und über Bedeutungen und Inhalte diskutieren. Kerneigenschaft eines Dritten Raumes ist somit, dass ständig neue Inhalte und kulturelle Differenzen geschaffen werden. Auch diese neu verhandelten Bedeutungen im Dritten Raum sind nicht in Stein gemeißelt, sondern dynamisch, performativ und veränderbar und zeitlich begrenzt. Laut Bhabha beweisen die Verhandlungen im Dritten Raum, dass ein und dasselbe Symbol gänzlich unterschiedlich gelesen, verstanden, gedeutet, übersetzt und re-historisiert werden könne:
„It is that Third Space, though unrepresentable in itself, which constitutes the discursive conditions of enunciation that ensure that the meaning and symbols of culture have no primordial unity or fixity; that even the same signs can be appropriated, translated, rehistoricized and read anew.“
 Die Inhalte, die in einem Dritten Raum verhandelt werden, sind aber nicht zwangsläufig besser, richtiger oder widerspruchsfreier als andere. Sie stellen lediglich alternative Konstruktionen und Denkweisen dar.

### Übersetzung
Das Konzept der Übersetzung beschreibt, wie kulturelle Hybridität und Differenzen geschaffen werden. Übersetzung darf hier nicht mit einer Übersetzung von Sprachen verwechselt oder darauf reduziert werden. Vielmehr werden bei der Übersetzung Symbole oder soziale Konstruktionen neu bewertet bzw. neu verhandelt. Daraus entsteht wiederum kulturelle Differenz. Bhabha warnt vor einer gängigen Fehlwahrnehmung beim Übersetzungsprozess, wonach Übersetzung eine originale Idee eins zu eins reproduzieren kann. Dies ist nach Bhabha keineswegs möglich. Bei jeder Übersetzung gibt es leichte Veränderungen, Missinterpretationen, Fehler, weswegen eine Kopie des Originals schlichtweg unmöglich ist. Weiterführend kritisiert Bhabha die falschen Vorstellungen der Originalität von Ideen und Konzepten, die als Ursprung der Übersetzung dienen. Auch Konzepte, Symbole und Ideen sind keine stabilen Entitäten, sondern stetigem Wandel ausgesetzt.
Eine andere Form der Übersetzung sind bewusste Neuinterpretationen von Symbolen und Ideen, die nicht aus dem Kulturkreis des Übersetzers stammen. Bhabha nennt hier das Beispiel des westlichen Romans Die satanischen Verse, der neben seiner Hauptgeschichte auch den Islam in seiner Ursprungszeit und den Propheten Mohammed thematisiert. Mohammed und der Koran werden in einer anderen Weise dargestellt, als es in der religiös-islamischen Praxis der Fall ist. Bhabha sieht hier einen klassischen Fall der Übersetzung: Der Autor betrachtet den Propheten aus einer alternativen Perspektive, schafft neue Bedeutungen und Lesearten, die von den traditionellen stark abweichen. Dabei ist keine Perspektive besser oder richtiger als die andere.

### Grenzen und Ränder
Grenzen und Ränder von Gesellschaften spielen im Postkolonialismus selbst eine wichtige Rolle.
1. Bhabhas Theorie und seine Werke fokussieren sich größtenteils auf die Phänomene, Diskurse und Verhandlungen an den Rändern und Grenzen einer Gesellschaft. Vor allem dort kann man einen regen Austausch an Ideen und eine ständige Produktion von neuen Bedeutungen und Interpretationen feststellen (s. kulturelle Differenz und Dritter Raum). Bhabha sieht sich hier in der Tradition des Postkolonialismus, welcher versucht, Differenzen und soziale Wirklichkeiten von den Rändern und Grenzen der Gesellschaft zu dekonstruieren. Dekonstruktion beschreibt hierbei eine Methode des Philosophen Jacques Derrida. Mit dem Verfahren der Dekonstruktion sollen Selbstverständlichkeiten (wie Sprache, gesellschaftliche Vorstellungen etc.) hinterfragt werden. Dabei werden bewusst neue Unterschiede und Differenzen geschaffen, um mögliche Alternativen zum gesellschaftlichen Mainstream aufzuzeigen. Die Dekonstruktion zeigt somit, dass die meisten sozialen Selbstverständlichkeiten keineswegs natürlich, real oder normal sind, sondern sozial konstruiert und damit variabel sind. Dekonstruktionen von gesellschaftlichen Vorstellungen finden nicht nur in der Wissenschaft statt, sondern auch an den Rändern und Grenzen der Gesellschaften.
2. Bhabha kritisiert die gewöhnliche Vorstellung von Grenzen als klaren Trennlinien, die z. B. Nationen oder Gesellschaften voneinander trennen. Grenzen sind für ihn zwar potenzielle Trennlinien, aber vor allem Begegnungsort von zwei Kulturen.[12] Bhabha kritisiert auch die gängige Vorstellung von sogenannten Container-Gesellschaften: Gesellschaften bzw. Kulturen sollten nicht als geschlossene Container vorgestellt werden.[13] An den Grenzen findet ein reger materieller und ideeller Austausch im Dritten Raum statt.

## Werke
- Nation and Narration. London 1990, ISBN 0-415-01483-2.
- The location of culture. London 1994.
  - Deutsche Ausgabe: Die Verortung der Kultur. Aus dem Englischen übersetzt von M. Schiffmann und J. Freudl. Stauffenburg Verlag, Tübingen 2000, ISBN 3-86057-033-1.
- Still Life. 2004.
- Adagio. 2004.
- Framing Fanon. 2005.
- The Black Savant and the Dark Princess. 2006.
- On Global Memory. 2009.
- Elusive Objects. 2009.
- Beyond Photography. 2011.
- Our Neighbours, Ourselves. 2011.
- Über kulturelle Hybridität: Tradition und Übersetzung. Turia + Kant, Wien/Berlin 2012, ISBN 978-3-85132-625-3.